# یوشیهیرو نیکاوادوری
یوشیهیرو نیکاوادوری (انگلیسی: Yoshihiro Nikawadori؛ زادهٔ ۴ دسامبر ۱۹۶۱) بازیکن هندبال اهل ژاپن بود.